# Petr Peřina II. z Maličína
Petr Peřina II. z Maličína (též Petr Opit z Maličína, 15. století – před rokem 1540) byl český vladyka z rodu Peřinů z Maličína, vojevůdce, generál habsburské císařské armády během habsbursko-osmanských válek v 1. polovině 16. století. Proslul jako jeden z velitelů českých žoldnéřů při obraně Vídně proti Osmanům roku 1529.

## Životopis

### Původ a majetek
Pocházel z vladyckého rodu odvozujícího svůj původ od vsi Maličín na Čáslavsku, kterou však v době Petrova života rodina neměla v držení. Byl synem Baltazara Peřiny z Maličína. Od počátku 16. století byl majitelem vsi Zdebuzeves v Posázaví. Roku 1526 vedl majetkový soudní spor se svým (patrně mladším) bratrem Janem, který asistoval řešit Zdeněk Lev z Rožmitálu, tehdejší Nejvyšší purkrabí Českého království, svoláním schůzky bratří na Pražském hradě.

### Obléhání Vídně Turky
Během 1. poloviny 16. století se zapojil do bojů s Turky vedených v rámci vleklých habsbursko-osmanských válek. V létě 1529 byl spolu s Václavem Zvířetickým z Vartenberka a Petrem Hadem z Proseče pověřen velením českých praporů, které měly vytáhnout k obraně Vídně, ke které se blížila početná armáda sultána Sulejmana I. Nádherného. Peřina je uváděn jako svolavatel žoldnéřského vojska v Praze a následně jako velitel dvou ze čtyř praporů armády o počtu asi 2 800 mužů (včetně 250 jezdců Hanuše z Hardeka), která z Čech k Vídni vytáhla a doplnila tak celkový stav křesťanských obránců města na asi 16 tisíc. Se svými muži Peřina bránil jeden z perimetrů městských hradeb, mezi tzv. Červenou a Solnou bránou, v okolí Dunaje a podílel se na bojových operacích, díky kterým se podařilo osmanskou armádu donutit k ústupu a obléhání tak prolomit.  
Král Ferdinand I., který po dobu obléhání sídlil v Praze, jej spolu s Václavem Zvířetickým zmiňuje ve svých listech. Připomínána je rovněž Peřinova žádost k císaři o dvojnásobný žold pro jeho muže, čemuž však nebylo vyhověno. 
Zemřel před rokem 1540. 

### Rodinný život
Prameny uvádějí dceru Annu z Maličína, která byla jeho dědičkou. 

### Památka
Při obléhání Vídně roku 1529 byl zachycen původem norimberským kreslířem a malířem Mikulášem Meldemannem, který se bojů taktéž aktivně zúčastnil. Podobizna se pak stala součástí Meldemannovy knihy s kresbami obléhání Vídně vydané roku 1530 v Norimberku. Podobizna je doplněna německou oslavnou básní norimberského minnesangera Hanse Sachse.  
V další historiografii je pak stručně připomínán, nezřídka jako jediný, vůdce českých obránců Vídně proti dobyvačným Osmanům.  